# Fosfoglucomutasa
La fosfoglucomutasa (EC 5.4.2.2) es una enzima que cataliza la transferencia del grupo fosfato desde el carbono 1 de la glucosa-1-fosfato al carbono 6 de la glucosa-6-fosfato.
α-D-glucosa-1-fosfato {\displaystyle \rightleftharpoons } α-D-glucosa-6-fosfato
La máxima actividad de la enzima se consigue con la presencia de α-D-glucosa-1,6-bisfosfato. Éste es un intermedio de la reacción que se forma por la transferencia de un grupo fosfato de la enzima al sustrato. También cataliza más lentamente la interconversión de los isómeros 1-fosfato y 6-fosfato de otras α-D-hexosas, y la interconversión de α-D-ribosa-1-fosfato y 5-fosfato.

## Función biológica

### Glucogenólisis
Después de que la glucógeno fosforilasa catalice la rotura fosfolítica de un residuo glucosil del polímero glucógeno, la glucosa libre tiene un grupo fosfato en el carbono 1. Esta molécula de glucosa-1-fosfato no es útil como intermedio metabólico. La fosfoglucomutasa cataliza la conversión de esta glucosa-1-fosfato a glucosa-6-fosfato.
El destino metabólico de la glucosa-6-fosfato depende de las necesidades de la célula en el momento de ser generado. Si la célula está baja en energía, entonces la glucosa-6-fosfato entrará en la glicólisis dando como resultado dos moléculas de ATP. Si la célula necesita de intermedios biosintéticos, la glucosa-6-fosfato entrará en la ruta de la pentosa fosfato en donde después de una serie de reacciones dará como resultado ribosa y/o NADPH dependiendo de las condiciones celulares.
Si la reacción de la fosfoglucomutasa tiene lugar en el hígado, la enzima glucosa-6-fosfatasa catalizará la conversión de la glucosa-6-fosfato a glucosa que abandona el hígado para ser usada por otras células. Las células musculares, en cambio, no tienen glucosa-6-fosfatasa y no pueden compartir sus reservar de glucógeno con el resto del organismo.

### Glucogénesis
La fosfoglucomutasa también actúa en la dirección opuesta, cuando los niveles de glucosa en la sangre son altos. En este caso, la fosfoglucomutasa cataliza la conversión de glucosa-6-fosfato a glucosa-1-fosfato.
Esta glucosa-1-fosfato puede entonces reaccionar con UTP para dar UDP-glucosa en una reacción catalizada por la UTP glucosa-1-fosfato uridililtransferasa. Si es activada por la insulina, la glucógeno sintasa procederá a unir la glucosa del complejo UDP-glucosa al polímero glucógeno.

## Mecanismo de reacción
La fosfoglucomutasa efectúa un intercambio de grupo fosfato con el sustrato. Experimentos de marcado isotópico han confirmado que esta reacción se realiza a través de un intermedio glucosa-1,6-bisfosfato.
La primera etapa de la reacción directa es la transferencia de un grupo fosfato desde la enzima a la glucosa-1-fosfato formándose glucosa-1,6-bisfosfato y dejando a la enzima en su estado defosforilado. La enzima entonces sufre una reorientación rápida difusional para posicionar adecuadamente al fosfato-1 del intermedio bisfosfato en relación con la enzima defosforilada. Las relaciones sustrato-velocidad y experimentos de transporte inducido han revelado que la enzima defosforilada facilita entonces la transferencia de un grupo fosfato desde el intermedio glucosa-1,6-fosfato a la enzima, regenerando la fosfoglucomutasa fosforilada y liberando glucosa-6-fosfato. Estudios estructurales posteriores han confirmado que el único sitio en la enzima que es fosforilado y defosforilado es el oxígeno del residuo serina del sitio activo. La actividad catalítica requiere un ion metálico bivalente, usualmente magnesio o cadmio, que forma un complejo directamente con el grupo fosfato esterificado en la serina del sitio activo.
La formación del intermedio glucosa-1,6-bisfosfato es análoga a la interconversión de 2-fosfoglicerato y 3-fosfoglicerato catalizada por la fosfoglicerato mutasa, en la que se genera como intermedio 2,3-bisfosfoglicerato.

## Estructura

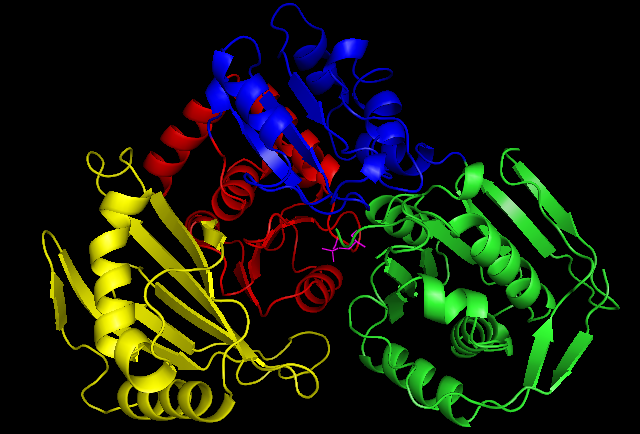
Figura 2. Los cuatro dominios de la fosfoglucomutasa del músculo del conejo. Verde = dominio I, azul = dominio II, rojo = dominio III, amarillo = dominio IV. Residuo rosa = serina 116.

Aunque la fosfoglucomutasa del músculo del conejo ha servido como prototipo para elucidar mucha de la estructura de la enzima, las nuevas estructuras cristalinas de la enzima bacteriana exhiben muchas de las características encontradas con la enzima del conejo. Cada monómero de fosfoglucomutasa puede ser dividido en cuatro dominios, I-IV, basándose en la configuración espacial estándar de la enzima.
Cada monómero comprende cuatro unidades estructurales α/β distintas. La situación del sitio activo en el interior hidrofóbico, sirve para evitar que el agua hidrolice los enlaces fosfoéster críticos mientras permite al sustrato acceder al sitio activo.

## Relevancia clínica
El músculo humano contiene dos fosfoglucomutasas (PGM1 y PGM2) que casi tienen propiedades idénticas. Una de las dos formas está ausente en algunos humanos de forma congénita.
La deficiencia en fosfoglucomutasa es una situación extremadamente rara que no tiene una buena caracterización de síntomas fisiológicos. Esta condición puede ser detectada por un estudio in vitro de glucólisis anaerobia en donde se revela el bloqueo hacia la ruta de producción de ácido láctico después de la glucosa-1-fosfato pero antes de la glucosa-6-fosfato.

## Genes
El ser humano posee tres genes que codifican enzimas con actividad fosfoglucomutasa.
- Fosfoglucomutasa 1. PGL1
- Fosfoglucomutasa 2. PGL2
- Fosfoglucomutasa 3. PGL3